# Godfried Marée
Godefridus Antonius Marée (Oudenbosch, 12 februari 1794 – Borgerhout, 7 oktober 1853) . Hij was burgemeester van Borgerhout vanaf 7 augustus 1850 tot aan zijn overlijden, ten gevolge van een hartslagaderbreuk, op 7 oktober 1853. Als geneesheer had hij zich zeer verdienstelijk gemaakt tijdens de cholera-epidemie van 1849 en besteedde hij, als burgemeester, een bijzondere zorg voor het gezondheidswezen in zijn gemeente. De Maréestraat werd naar hem genoemd. Op 4 maart 1854 werd hij opgevolgd door Pieter Sergeysels.